# Ельбарусово
Ельбару́сово (рос. Эльбарусово, чув. Хуракасси) — присілок у складі Маріїнсько-Посадського району Чувашії, Росія. Адміністративний центр Ельбарусовського сільського поселення.
Населення — 793 особи (2010; 891 у 2002).
Національний склад:
- чуваші — 99 %

5 листопада 1961 року через учителя фізики, який ремонтував разом з учнями кіноустановку і викликав пожежу усієї школи, загинуло 106 дітей та 4 учителя, понад 20 осіб отримали важкі опіки.